# Forte Cavalli
Il Forte Cavalli, inizialmente chiamato Batteria Monte Gallo e successivamente dedicato al generale piemontese Giovanni Cavalli (1808-1879), è una fortezza di Messina. La sua costruzione, curata dallo Stato Maggiore dell’Esercito tra il 1884 e il 1914, aveva l'obiettivo di difendere il settore meridionale da eventuali sbarchi delle forze francesi, che in quel periodo portavano avanti un'espansione coloniale verso la Tunisia. Si trova a circa 1.375 metri dalla costa e a un’altitudine di 345 metri sul livello del mare.

## Caratteristiche
Tra le caratteristiche uniche del Forte Cavalli si annovera la presenza di ben otto piazzole per obici, oltre a due piattaforme semicircolari laterali progettate per l'installazione dei cannoni. La struttura, costruita per resistere a eventi estremi, superò senza danni il catastrofico terremoto del 1908 e le due guerre mondiali.

## Storia
Dopo essere stata dismessa dalla Marina Militare nel 1954, la fortificazione fu abbandonata, cadendo in uno stato di degrado. Per un certo periodo, il sito fu utilizzato come rifugio per maiali e capre.
Riconosciuto come bene di interesse storico e artistico, il forte è stato restaurato e reso accessibile al pubblico grazie all’impegno dell’Associazione "Comunità Zancle" - ONLUS, che ne ha ottenuto la concessione demaniale nel 2000. Al suo interno ospita il Museo delle Fortificazioni dello Stretto ed è attualmente utilizzato per eventi e manifestazioni di carattere socio-culturale.

## Museo
Il Museo Storico della Fortificazione dello Stretto di Messina, inaugurato nel 2003 con il supporto della Fondazione Bonino-Pulejo e il contributo dell'Assessorato Cultura Turismo e Spettacolo del Comune di Messina, narra la storia della difesa dello Stretto dal periodo post-unitario alla Seconda Guerra Mondiale attraverso reperti storici, filmati e attività didattiche.

## Altre attività
Tra le sue attrazioni principali figura il più grande cannone italiano della Seconda Guerra Mondiale, dichiarato Monumento ai Caduti, e il Laboratorio di educazione alla Pace, rivolto alle scuole. Destinazione culturale di rilievo nella provincia, con un flusso annuale di oltre 2.500 visitatori.